# Anthony Blunt
Anthony Frederick Blunt (n. 26 septembrie 1907 - d. 26 martie 1983) a fost un istoric de artă britanic, care ulterior s-a dovedit a fi spion aflat în slujba URSS.
Pe când era decan la Trinity College, Cambridge, a vizitat URSS (în 1933) și se pare că în 1934 a fost recrutat de serviciile de spionaj sovietice.
Pe de altă parte, în cadrul unei conferințe de presă, Blunt a susținut că a fost racolat de Guy Burgess, agent dublu dedicat cauzei ruse.
Când al Doilea Război Mondial lua amploare, în 1939, Blunt se înrolează în armata britanică.
Perioada Războiului Ciudat îl surprinde în Franța în cadrul structurilor de informații.
Ulterior este recrutat de serviciul de securitate britanic MI5.
În 1963 MI5 descoperă trecutul său de agent dublu și Blunt este nevoit să dezvăluie toate secretele militare pe care le-a transmis sovieticilor, precum și numele altor spioni implicați.
Într-un discurs ținut în Camera Comunelor, Harold Wilson (premierul de atunci) face public toate aceste informații, declanșând un scandal intens mediatizat, la care ulterior s-a adăugat și acuzația de homosexualitate.
În 1979 i se retrage titlul de cavaler al Royal Victorian Order.